# وین نایت
وین نایت (انگلیسی: Wayne Knight؛ زاده ۷ اوت ۱۹۵۵) هنرپیشه اهل ایالات متحده آمریکا است. وی از سال ۱۹۷۹ میلادی تاکنون مشغول فعالیت بوده‌است.

## گزیده فیلمشناسی
- رقص کثیف (۱۹۸۷)
- برای همیشه، لولو (۱۹۸۷)
- همه آمریکایی هستند (۱۹۸۸)
- متولد چهارم ژوئیه (۱۹۸۹)
- مرگ دوباره (۱۹۹۱)
- جی‌اف‌کی (۱۹۹۱)
- غریزه اصلی (۱۹۹۲)
- پارک ژوراسیک (۱۹۹۳)
- به خاطرش مردن (۱۹۹۵)
- آفتاب‌پرست (۱۹۹۶)
- هرج و مرج فضایی (۱۹۹۶)
- سومین سنگ بعد از خورشید (۱۹۹۶)
- هرکول (۱۹۹۷)
- برای ثروتمند یا فقیر (۱۹۹۷)
- توستر کوچولوی شجاع به مریخ می‌رود (۱۹۹۸)
- داستان اسباب‌بازی ۲ (۱۹۹۹)
- تارزان (۱۹۹۹)
- سگ‌دو (۲۰۰۱)
- دوجینش ارزان‌تر است (۲۰۰۳)
- مجازاتگر: منطقه جنگ (۲۰۰۸)
- فیلم زنبور (۲۰۰۷)
- پاندای کونگ‌فوکار (۲۰۰۸)
- او مرا می‌خواهد (۲۰۱۲)
- تام و جری: اژدهای گمشده (۲۰۱۴)
- پاندای کونگ‌فوکار ۳ (۲۰۱۶)
- درود بر سزار! (۲۰۱۶)
- روز بعد (۱۹۸۳)
- ساینفلد (۱۹۹۲–۱۹۹۸)
- اهانت به دادگاه (۱۹۹۷)
- بکر (مجموعه تلویزیونی) (۲۰۰۲)
- نمایش درو کری (۲۰۰۴)
- سی‌اس‌آی: نیویورک (۲۰۰۶)
- پنگوئن‌های ماداگاسکار (۲۰۰۹–۲۰۱۲)
- سی‌اس‌آی (۲۰۰۹)
- جراحی پلاستیک (مجموعه تلویزیونی) (۲۰۰۹)
- زیاد ذوق‌زده نشو (۲۰۰۹)
- استخوان‌ها (مجموعه تلویزیونی) (۲۰۱۰)
- تورچ وود (۲۰۱۱)
- پاندای کونگ‌فوکار: افسانه‌های شگفت‌انگیز (۲۰۱۱–۲۰۱۲)
- نارکس (۲۰۱۷)
- بسیار عالی آقای داندی (۲۰۲۰)
- بازگشت به اوت‌بک (۲۰۲۱)